# Средно училище „Христо Ботев“ (Съединение)
Средно училище „Христо Ботев“  е средно училище в Съединение.

## История
През 1839 година към църквата „Свети Атанасий“ в село Голямо Конаре (днес град Съединение) се открива килийно училище с учител поп Стоян и с десетина ученици. През 1867 година съветът на старейшините решава да събори килийното училище и на негово място се изгражда ново – с две класни стаи, една учителска, един салон за театрални представления и килер за учебни пособия. По време на земетресение през 1928 година училищната сграда е разрушена. Населението се организира и се построяват три нови училища: „Любен Каравелов“, „Отец Паисий“ и „Кирил и Методий“.
В началото на учебната 1937/1938 година учениците от среден курс започват занятия в нова двуетажна сграда, позната и до днес като „Гимназията“. Още с разкриването учителите, подпомагани от родители и граждани, успяват да създадат добра материално-техническа сграда, включваща планетариум по география, човешки скелет и модел на парна машина. Построена е и театрална сцена с въртящи декори, на които прави първите си театрални опити Елена Снежина, която по-късно започва работа в Народния театър в град София.
През есента на 1944 година училището е отворено за първите гимназисти с директор Стефан Малинов.
През 1959 година гимназията е преобразувана в Селскостопански техникум.
През есента на 1970 година училището е разкрито като Единно средно политехническо училище „Христо Ботев“ – град Съединение, с класове от I до XI клас, а понастоящем – Средно общообразователно училище от I до XII клас.
На 20 ноември 1982 година за високи резултати в учебно-възпитателната работа с Указ на Държавния съвет на Народна република България и по случай 115 години от светско образование училището е наградено с орден „Кирил и Методий“ I степен.
На 1 ноември 2012 г. е открито новото 16-класно училище. Основите на сградата са поставени през 1983 година. В продължение на 29 години строежът е изоставен. В началото на 2012 година проектът е подновен и за 10 месеца е завършен с инвестиция на МОМН за 1 000 000 лева.

## Материална база
СОУ „Христо Ботев“ в град Съединение провежда учебните занятия и образователно-възпитателната си дейност в две сгради.

### Централна сграда
Намира се на улица „Баба Исака Скачкова“ №3. В нея се обучават учениците от V до ХII клас. Сградата е на 3 етажа и полуприземен етаж. Оборудвана е с 2 компютърни кабинета, модерни кабинети по биология и здравно образование, химия и опазване на околната среда, готварство, металообработване и други. Разполага също и със спортна зала с фитнес уреди, библиотечна зала, павилион за хранене, лекарски кабинет, зъболекарски кабинет, специална рампа за деца с увреждания, която е приспособена и за инвалидна количка.

### Сградата на начален етап
В нея се обучават учениците от ПГ до IV клас. Намира на улица „Васил Левски“ №4 и е на 2 етажа. Оборудвана е с 10 класни стаи, лекарски кабинет, столова и зала „Игротека“ за занимателни игри и отдих.
И двете сгради са оборудвани с локално парно.

## Прием
- В подготвителна група (ПГ) – за 5-годишни и 6-годишни деца
- В I клас
- След завършен VIII клас се извършва в паралелка с профил „Технологичен-стопански мениджмънт“. Профилиращите предмети са:
  - технологии
  - география и икономика
  - информационни технологии

## Конкурси и състезания
Учениците на СОУ „Христо Ботев“ се изявяват в редица конкурси и състезания, сред които състезание по БЧК, „Народните будители и аз“, „Защита при бедствия, пожари и извънредни ситуации Пловдив“, XX Национално Великденско математическо състезание, „Млад огнеборец“ и други.

## Проекти
Училището реализира проекти, с помощта на които се повишава ефективността на обучение. Сред проектите са:
- Национална програма „На училище без отсъствия“ – мярка „Без свободен час“. С реализирането на този проект се свеждат до минимум свободните часове на учениците, усвоява се пълния обем часове предвидени за всеки учебен предмет и се осигуряват безопасни условия за възпитание и обучение.
- „Да продължим традициите“ – проект за предоставяне на средства за подпомагане на физическото възпитание и спорта на учениците. С реализиране на проекта се подобрява физическото състояние и развитие на учениците, създават се навици за водене на природосъобразен, физически активен и здравословен начин на живот.
- „Знаещите и можещите успяват“ – проект по схема „Образователна интеграция на децата и учениците от етническите малцинства“. Чрез този проект се цели да се мотивират децата от ромски произход да участват активно в обучението и да променят отношението си към образователния процес.
- ПРОЕКТ BG051PO001-3.1.06 „Подобряване на качеството на образование в средищните училища чрез въвеждане на целодневна организация на учебния процес“. Общата цел на проекта е подпомагане процеса на ефективно въвеждане на целодневната организация на учебния процес за ученици от I до VIII клас от средищните училища в страната. Целодневната организация на учебния процес включва пълния образователен цикъл /задължителна подготовка, задължително–избираема подготовка, свободно-избираема подготовка, самоподготовка, отдих и игри, хранене, занимания по интереси/ за постигане на общодостъпно, базисно знание основано на принципите на справедливост, толерантност и перспективност.